# Arctosa poecila
Arctosa poecila là một loài nhện trong họ Lycosidae.
Loài này thuộc chi Arctosa. Arctosa poecila được Lodovico di Caporiacco miêu tả năm 1939.